# HØJ Elite
El HØJ Elitehåndbold es un club de balonmano danés de las ciudades de Ølstykke y Jyllinge. Fue fundado en 2014.

## Plantilla 2024-25
|  | Porteros - 01 Pauli Jacobsen - 12 Emil Kheri Imsgard Extremos izquierdos - 15 Lukas Klarskov - 19 Emil Mellegård Extremos derechos - 18 Hans Lindberg - 37 Karl Albert Pívots - 23 Tobias Wetzel - 30 Tom Kåre Nikolaisen - 42 Mikkel Olsen - 88 Victor Parbst - 00 Hakan Sahin | Laterales izquierdos - 04 Lauge Hemmingsen - 10 Lucas Lenlar Garsdal - 14 Niclas Fingren Centrales - 17 Tobias Kildegaard - 24 Linus Arnesson - 25 Mathias Nikolaisen Laterales derechos - 07 Simen Schønningsen - 33 Martin Søborg Rasmussen |